# Schirmquallen
Schirmquallen oder Scheibenquallen (Scyphozoa) sind eine Klasse der Nesseltiere (Cnidaria). Sie werden auch als Echte Quallen bezeichnet. Die Schirmquallen bilden drei Ordnungen: Kranzquallen (Coronatae), Fahnenquallen (Semaeostomae) und Wurzelmundquallen (Rhizostomeae). Zu den Scyphozoa gehören etwa 130 Arten. Die meist solitär lebenden Tiere werden durch große Medusen und kleine Polypen charakterisiert. Die Fortpflanzung erfolgt abwechselnd ungeschlechtlich, durch Abschnürung von Ephyralarven vom sessilen Polypen (Strobilation), und geschlechtlich (eine so genannte Metagenese).

## Merkmale

Anatomie

Schirmquallen sind durchsichtige Tiere aus einer dicken Gallertmasse mit am Schirmrand entspringenden Tentakeln. Hier sitzen auch Licht- und Tastorgane, die Rhopalien. Die Schirmquallen besitzen Schwimmglocken. Die Tentakel können bis zu 30 m lang werden, an ihnen sitzen die giftigen Nesselkapseln. Der Körper einer Qualle besteht zu 98 % aus Wasser. Einige Schirmquallen sind nur ein paar Millimeter groß, manche können aber bis zu 2 m Durchmesser haben.
Die meisten der Küstenformen bilden in ihrem Larvenstadium einen „Scyphopolypen“ mit genau vier Gastralkammern. Er verwandelt sich asexuell in einen Stapel winziger Medusenlarven, ein als Strobilation bezeichneter Vorgang. Die Medusenlarve wird auch „Ephyra“ genannt und entwickelt sich nach einer Weile im Plankton zur Qualle.

## Vorkommen
Die meisten Quallenarten sind auf die Küstennähe beschränkt, weil sie zu ihrer Fortpflanzung während der Polypengeneration in festsitzender Lebensweise auf ein geeignetes Substrat angewiesen sind. Es gibt aber auch Hochseequallen, die sich im offenen Meer vermehren und keine Polypengeneration bilden.

## Arten (Auswahl)
- Ohrenqualle (Aurelia aurita)
- Cassiopea andromeda

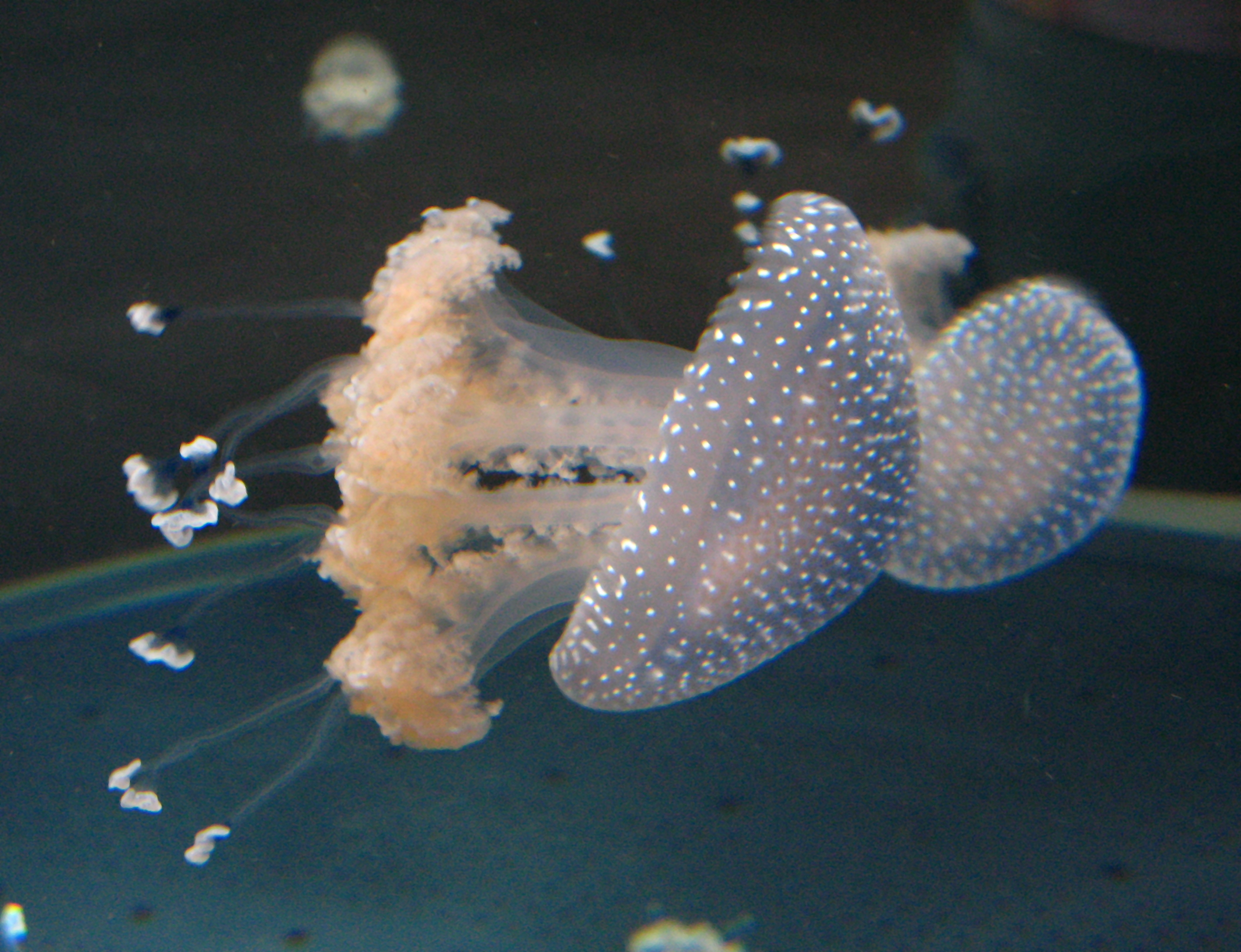
Gepunktete Wurzelmundquallen

- Kompassqualle (Chrysaora hysoscella)
- Spiegeleiqualle (Cotylorhiza tuberculata)
- Mastigias papua (z. B. im Quallensee von Palau)
- Nomura-Qualle (Nemopilema nomurai)
- Kronenqualle (Periphylla periphylla)
- Gepunktete Wurzelmundqualle (Phyllorhiza punctata)
- Wurzelmundqualle (Rhizostoma octopus)
- Rhopilema esculentum
- Rhopilema verrilli
- Stomolophus meleagris
- Stomolophus nomurai